# Bel Powley
Isobel Dorothy Powley (Londres, 7 de marzo de 1992), más conocida como Bel Powley, es una actriz británica.

## Biografía
Powley nació en  Hammersmith, distrito de Londres, Inglaterra. Sus padres son el actor británico Mark Powley y la directora de reparto Janis Jaffa. Su madre es judía, descendiente de emigrantes de Rusia a Dublín, Irlanda. Además asistió a Holland Park School.

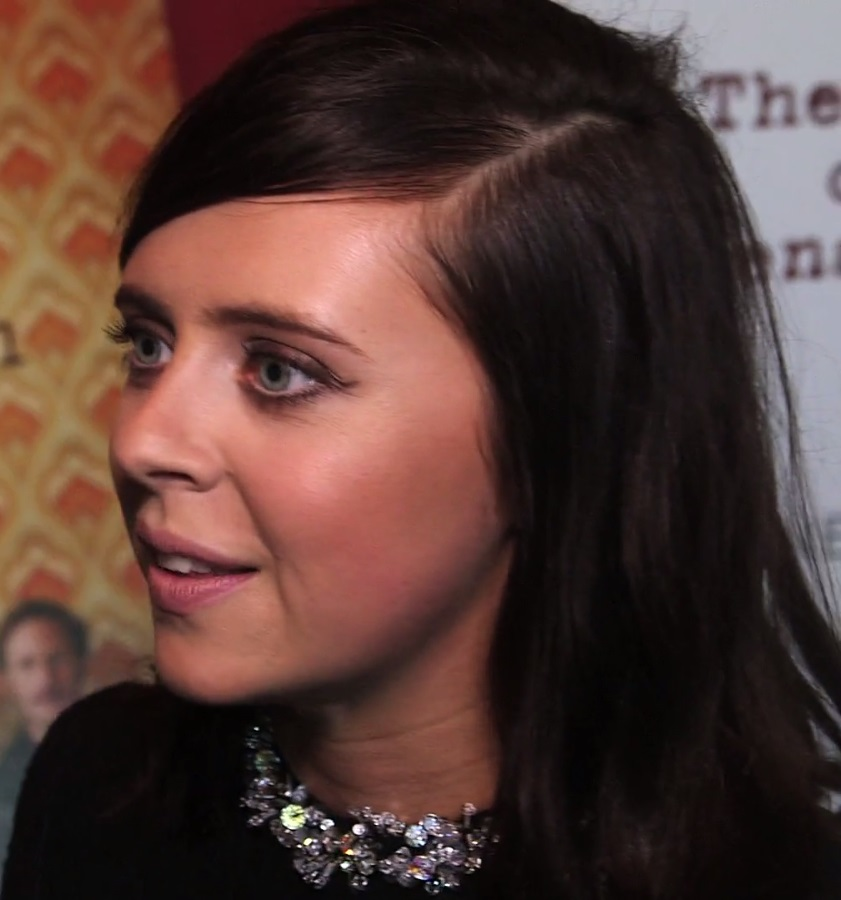
Powley en 2015

Comenzó a actuar en televisión cuando era adolescente, protagonizando la serie de televisión de acción CBBC M.I. High (2007-2008), la miniserie de época Little Dorrit (2008), la serie de crímenes Murderland (2009), y la  ITV sitcom Benidorm (2014). En 2015, ganó elogios de la crítica por su interpretación de Princess Margaret en A Royal Night Out, por la que fue nominada para un Premios de Cine Independiente Británico, y una adolescente sexualmente confundida en la película sobre la mayoría de edad "El diario de una adolescente", por la que ganó el Premio de Cine a la Mejor Actriz y el Trophee Chopard en el Festival Internacional de Cine de Cannes 2016. Desde entonces ha protagonizado las películas  Mary Shelley (2017), White Boy Rick (2018), Ashes in the Snow (2018) y  The King of Staten Island (2020) y en la serie dramática Apple TV + The Morning Show (2019-2021).
Desde 2007 hasta 2008, Powley fue uno de los personajes principales de M.I. High, protagonizada por 23 episodios. Powley también ha aparecido en varias otras producciones como "Murderland" (tres episodios, 2009), " Little Dorrit" (2008), "El proyecto de ley" (2008) y Los denunciantes (2007). En 2013, Powley se unió al elenco de la serie  ITV "Benidorm" para la sexta serie.
En 2015, Powley interpretó a Princess Margaret en la comedia dramática biográfica "A Royal Night Out", junto a Sarah Gadon como Princess Elizabeth. Powley interpretó el papel principal de Minnie Goetze en la película de comedia dramática "El diario de una adolescente", que se estrenó en Nueva York y Los Ángeles el 7 de agosto de 2015. Poco después, Powley interpretó al personaje principal de la película independiente de 2016 "Carrie Pilby", sustituyendo a Hailee Steinfeld.
En 2018, Powley actuó junto a Liv Tyler en la película de terror Wildling, y apareció en la película de drama criminal White Boy Rick. Ese mismo año, Powley interpretó un papel principal como Holly Morten en el drama de BBC One " Informer". En junio de 2020, Powley apareció en El rey de Staten Island como el interés amoroso del personaje de Pete Davidson.
El 9 de junio de 2025, se anunció que Powley interpretaría a Petunia Dursley en la serie de televisión Harry Potter.

### Etapa
Powley apareció como Maggie en "Tusk Tusk" en el Royal Court Theatre, Londres, en marzo de 2009. En  Broadway, fue Thomasina en la reposición de 2011 de Arcadia en el Teatro Ethel Barrymore. En octubre de 2011, apareció una vez más en la Corte Real como Tilly en Jumpy, un papel al que volvió en el  West End transferencia de "Jumpy" al Teatro del Duque de York en agosto de 2012. Apareció como Dawn en la reposición de marzo de 2018 de Lobby Hero en el Hayes Theatre, junto a Chris Evans, Michael Cera y Bryan Tyree Henry.

### Vida personal
En una entrevista en 2013, Powley dijo que tenía un lugar reservado para estudiar historia en la Universidad de Mánchester.
En otra entrevista en 2015, Powley también dijo que disfrutaba de la cocina vegetariana y vegana, afirmando que no era estricta con ninguna de las dos dietas, pero afirmando que simplemente le gustaba.
En 2021 anunció su compromiso con el actor Douglas Booth, a quien conoció en 2016 en el set de la película Mary Shelley en la que ambos trabajaron. Se casaron el 28 de octubre de 2023 en Londres,
en Petersham Nurseries,Richmond, seguido de una fiesta posterior en el Instituto de Arte Contemporáneo. La pareja se casó bajo una jupá hecha por la hermana de Booth, una artista, para honrar la herencia judía de Powley.

## Filmografía

### Películas
| Año  | Título                      | Rol                | Notas          |
| ---- | --------------------------- | ------------------ | -------------- |
| 2013 | Side by Side                | Lauren Buckle      |                |
| 2015 | The Diary of a Teenage Girl | Minnie Goetze      |                |
| 2015 | A Royal Night Out           | Princesa Margarita | coprotagonista |
| 2015 | Equals                      | Rachel             |                |
| 2016 | Detour                      | Cherry             |                |
| 2016 | Carrie Pilby                | Carrie Pilby       |                |
| 2017 | Mary Shelley                | Claire Clairmont   |                |
| 2017 | Pipe Dreams                 | Helen              | Cortometraje   |
| 2018 | Wildling                    | Anna               |                |
| 2018 | White Boy Rick              | Dawn Wershe        |                |
| 2018 | Ashes in the Snow           | Lina Vilkas        |                |
| 2020 | The King of Staten Island   | Kelsey             |                |
| 2023 | Cold Copy                   | Mia Scott          |                |
| 2024 | Turn Me On                  | Joy                |                |

### Televisión
| Año       | Título                             | Rol                      | Notas                      |
| --------- | ---------------------------------- | ------------------------ | -------------------------- |
| 2007      | The Whistleblowers                 | Emma Clayson             | Episodio: "Starters"       |
| 2007–2008 | M.I. High                          | Daisy Millar             | 23 episodios               |
| 2008      | The Bill                           | Becky Cooper             | Episodio: "Loved and Lost" |
| 2008      | La pequeña Dorrit                  | Flower Girl              | Episodio #1.3              |
| 2009      | Murderland                         | Carrie Walsh             | Miniserie de Televisión    |
| 2009      | Victoria Wood's Mid Life Christmas | Cranchesterford teenager | Película de Televisión     |
| 2011      | The Cabin                          | Sydney                   | Película de Televisión     |
| 2014      | Benidorm                           | Bianca Dyke              | 5 episodios                |
| 2016      | Roald Dahl's Revolting Rhymes      | Cindy (Voz)              | Película de Televisión     |
| 2018      | Informer                           | Holly Morten             | 6 episodios                |
| 2019–2021 | The Morning Show                   | Claire Conway            | Rol principal              |
| 2019–2022 | Moominvalley                       | Little My (Voz)          | 39 episodios               |
| 2022      | Everything I Know About Love       | Birdy                    | Rol principal              |
| 2023      | A Small Light                      | Miep Gies                | Miniserie                  |
| 2023      | Masters of the Air                 | Sandra Wingate           | Miniserie                  |
| 2027      | Harry Potter                       | Petunia Dursley          | Elenco recurrente          |

### Teatro
| Año  | Título     | Rol       | Compañía                                        | Director       |
| ---- | ---------- | --------- | ----------------------------------------------- | -------------- |
| 2009 | Tusk Tusk  | Maggie    | The Royal Court Theatre                         | Jeremy Herring |
| 2011 | Arcadia    | Thomasina | Ethel Barrymore Theatre (Broadway)              | David Leveaux  |
| 2011 | Jumpy      | Tilly     | Royal Court Theatre & Ambassadors Theatre Group | Nina Raine     |
| 2013 | Raving     | Tabby     | Hampstead Theatre                               | Edward Hall    |
| 2014 | Elephants  | Daisy     | Hampstead Theatre                               | Tamara Harvey  |
| 2018 | Lobby Hero | Dawn      | Helen Hayes Theatre (Broadway)                  | Trip Cullman   |

## Premios y nominaciones
| Año  | Trabajo                     | Asociación                                  | Premio                              | Resultado |
| ---- | --------------------------- | ------------------------------------------- | ----------------------------------- | --------- |
| 2015 | A Royal Night Out           | Hamptons International Film Festival        | Breakthrough Performer              | Ganadora  |
| 2015 | A Royal Night Out           | British Independent Film Awards             | Most Promising Newcomer             | Nominada  |
| 2015 | The Diary of a Teenage Girl | Gotham Independent Film Awards              | Best Actress                        | Ganadora  |
| 2015 | The Diary of a Teenage Girl | Niagara Integrated Film Festival            | NIFF Rising Star                    | Ganadora  |
| 2015 | The Diary of a Teenage Girl | Detroit Film Critics Society                | Best Actress                        | Nominada  |
| 2015 | The Diary of a Teenage Girl | Detroit Film Critics Society                | Artista innovadora                  | Nominada  |
| 2015 | The Diary of a Teenage Girl | Chicago Film Critics Association            | Most Promising Performer            | Nominada  |
| 2015 | The Diary of a Teenage Girl | Florida Film Critics Circle                 | Pauline Kael Breakout Award         | Nominada  |
| 2015 | The Diary of a Teenage Girl | Women's Image Network Awards                | Mejor Actriz en un Largometraje     | Nominada  |
| 2015 | The Diary of a Teenage Girl | Women Film Critics Circle                   | Mejor Joven Actriz                  | Nominada  |
| 2015 | The Diary of a Teenage Girl | Village Voice Film Poll                     | Mejor Actriz                        | Nominada  |
| 2015 | The Diary of a Teenage Girl | New York Film Critics Circle                | Breakthrough Performance            | Nominada  |
| 2015 | The Diary of a Teenage Girl | Indiewire Critics' Poll                     | Mejor actriz principal              | Nominada  |
| 2015 | The Diary of a Teenage Girl | Kansas City Film Critics Circle             | Mejor Actriz                        | Nominada  |
| 2016 | The Diary of a Teenage Girl | Cannes Film Festival                        | Trophée Chopard - Female Revelation | Ganadora  |
| 2016 | The Diary of a Teenage Girl | British Academy of Film and Television Arts | BAFTA Rising Star Award             | Nominada  |
| 2016 | The Diary of a Teenage Girl | Film Independent Spirit Awards              | Best Female Lead                    | Nominada  |
| 2016 | The Diary of a Teenage Girl | Empire                                      | Best Female Newcomer                | Nominada  |
| 2016 | The Diary of a Teenage Girl | Alliance of Women Film Journalists          | Mejor interpretación revolucionaria | Nominada  |
| 2016 | The Diary of a Teenage Girl | Chlotrudis Awards                           | Mejor Actriz                        | Nominada  |
| 2016 | The Diary of a Teenage Girl | FEST International Film Festival            | Mejor Actriz                        | Ganadora  |